# Teri Hatcher
Teri Lynn Hatcher (Palo Alto, California, 8 de diciembre de 1964) es una actriz de cine y televisión estadounidense. Se ha hecho especialmente conocida por sus papeles como Lois Lane en la serie Lois & Clark: The New Adventures of Superman (1993-1997), como Paris Carver en la película El mañana nunca muere (1997) y como Susan Mayer en la comedia dramática Desperate Housewives (2004-2012). Sus interpretaciones la han hecho acreedora de numerosos premios y reconocimientos, entre ellos tres premios del Sindicato de Actores y un Globo de Oro.

## Primeros años
Teri creció en el soleado Sunnyvale, California (Estados Unidos) como hija de Owen W. Hatcher, un físico nuclear e ingeniero eléctrico de ascendencia inglesa e irlandesa, y de Esther (Beshur de soltera), una programadora informática que trabajaba en la compañía aeroespacial Lockheed Martin, de ascendencia siria, checa e irlandesa. Fue a la escuela en Sunnyvale y a la universidad en Cupertino (California) donde estudió Matemáticas e Ingeniería. Hecho que utiliza para apostar en las carreras de caballos, a las que es muy aficionada, y aprovecha para enseñar matemáticas a su hija a través del juego de las apuestas.
Hizo sus primeros pinitos en el baile, su verdadera vocación. Comenzó recibiendo clases de danza en el San Juan Girls Ballet Studio de Los Altos, California, después estudió interpretación en el American Conservatory Theater y en 1982 ya se la consideraba una de las bailarinas más prometedoras de su región. Del baile pasó a la interpretación como alumna del prestigioso Conservatorio Americano de Teatro. En 1984 consiguió sus primeros minutos de fama como animadora de los San Francisco 49ers, uno de los principales equipos de fútbol americano.

## Carrera
En 1985, Hatcher comenzó su carrera en la televisión al conseguir, por casualidad, un pequeño papel de doncella en la última temporada de la serie de comedia The Love Boat mientras acompañaba a una amiga al casting. Apareció en un total de 22 episodios hasta la cancelación del programa en 1986. 
Su siguiente trabajo como actriz lo obtuvo nuevamente en el medio televisivo, cuando asumió el papel de Angelica Stimac Clegg en la temporada final de la novela de CBS Capitol, entre 1986 y 1987. Figuró en siete episodios de la serie de acción MacGyver entre febrero de 1986 y diciembre de 1990 en el rol de Penny Parker. Luego realizó más presentaciones como invitada en las series de televisión Night Court, CBS Summer Playhouse y Star Trek: La nueva generación. Hatcher también actuó en dos películas en 1989, la primera consistía en un rol de reparto en la comedia The Big Picture, donde se produjo su debut cinematográfico, y la segunda en un papel principal en la película de acción Tango & Cash.  Tiempo después, en 1991, representó uno de los papeles principales de la serie de corta duración Sunday Dinner, de la cadena CBS. En el mismo año, Hatcher interpretó el papel de la actriz Ariel Maloney en el largometraje Soapdish. Su siguiente presentación fue en la película de 1992 Straight Talk, protagonizada por Dolly Parton, donde hizo un rol de reparto.
Tras varios años de interpretar roles de reparto y frecuentes apariciones en televisión como invitada, Hatcher obtuvo amplio reconocimiento por representar el papel de Lois Lane en la serie de acción de la cadena ABC, Lois & Clark: The New Adventures of Superman (1993-1997). Allí compartió escena con Dean Cain, quien interpretó a Superman. Asimismo, figuró en la película de 1994 The Cool Surface, un filme de bajo presupuesto sobre una mujer víctima de la violencia doméstica, y en El mañana nunca muere en 1997, la decimoctava película de la serie de James Bond. Por su actuación en El mañana nunca muere fue nominada al premio Saturn por «Mejor actriz de reparto».

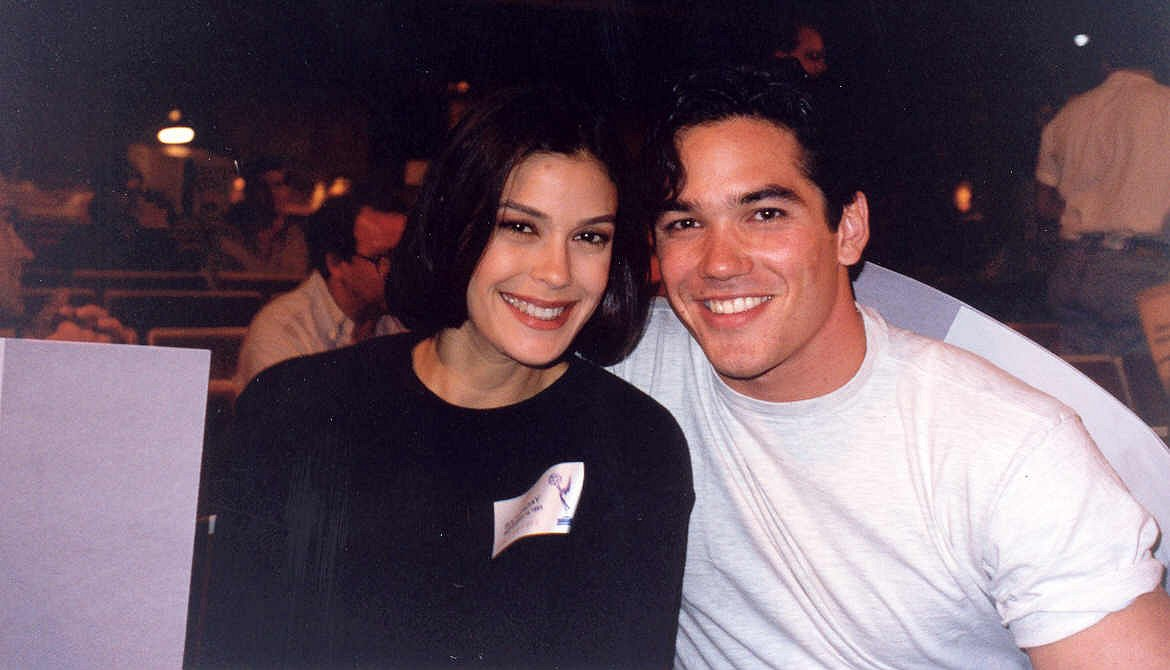
Hatcher junto a su colega Dean Cain en la entrega de los premios Emmy, 19 de septiembre de 1993.

Luego de la cancelación de Lois & Clark, la actriz realizó apariciones especiales en varias comedias de televisión, entre ellas Frasier y Seinfeld. En el cine destacó con un papel secundario en el filme Spy Kids, de 2003. Hatcher volvió a la televisión en octubre de 2004 para protagonizar junto con Felicity Huffman, Marcia Cross y Eva Longoria la comedia dramática de ABC Desperate Housewives (2004-2012). La serie, emitida durante ocho temporadas, tuvo una gran aceptación por parte de los críticos y el público en general. Allí representó el papel de la ama de casa y autora de libros infantiles Susan Mayer. Por su desempeño recibió varios premios y reconocimientos, entre ellos un Globo de Oro y tres Premios del Sindicato de Actores.

## Vida personal
En su vida personal ha tenido dos matrimonios fallidos, su última pareja fue el productor Stephen Kaye, antiguo novio de su compañera Eva Longoria en la serie que coprotagonizan, de quién se separó en 2003. Actualmente, vive en Studio City, California junto con su única hija, Emerson Rose (10 de noviembre de 1997), fruto de su matrimonio con el actor Jon Tenney.
Aunque en la actualidad Hatcher es una de las actrices de televisión mejor pagadas de los Estados Unidos, no tuvo reparos en publicar en 2006 su primer libro Burnt Toast: And Other Philosophies of Life, publicado en español como Tostadas quemadas: Y otras filosofías de vida (Córdoba, Arcopress, 2007), en el que con su peculiar filosofía de la vida relata los altos y bajos de una actriz que no siempre estuvo en la cima de la fama.
Cedió sus derechos de imagen de la última campaña publicitaria de la firma de relojes de lujo Baume & Mercier con el fin de apoyar causas humanitarias como la lucha contra el cáncer, la promoción de la educación infantil o el apoyo a las mujeres más desfavorecidas.

## Filmografía
| Año       | Título                                       | Rol                                         | Notas |
| --------- | -------------------------------------------- | ------------------------------------------- | --- |
| 1985-86   | The Love Boat                                | Amy, Love Boat Mermaid                      | serie de TV |
| 1986-1991 | MacGyver                                     | Penny Parker                                | serie de TV (siete episodios)                                                                                         |
| 1986-1987 | Capitol (serie de televisión)                | Angelica Stimac Clegg                       | serie de TV |
| 1987      | Karen's Song                                 | Laura Matthews                              | serie de TV |
| 1987      | Night Court                                  | Kitty                                       | Episodio "Who Was That Mashed Man?"                                                                                   |
| 1988      | CBS Summer Playhouse                         | Lauri Stevens                               | Episodio "Baby on Board"                                                                                              |
| 1988      | Star Trek: The Next Generation               | Lt. Bronwyn Gail Robinson                   | Episodio "The Outrageous Okona]]"                                                                                     |
| 1989      | The Big Picture                              | Gretchen                                    | |
| 1989      | L.A. Law                                     | Tracy Shoe                                  | Episodio "I'm in the Nude for Love"                                                                                   |
| 1989      | Quantum Leap                                 | Donna Eleese                                | Episodio "Star-Crossed"                                                                                               |
| 1989      | Tango & Cash                                 | Katherine 'Kiki' Tango                      | |
| 1990      | Murphy Brown                                 | Madeline Stillwell                          | Episodio "Fax or Fiction"                                                                                             |
| 1990      | Tales from the Crypt                         | Stacy                                       | Episodio "The Thing from the Grave"                                                                                   |
| 1991      | The Brotherhood                              | Teresa Gennaro                              | película para la TV                                                                                                   |
| 1991      | Escándalo en el plató                        | Ariel Maloney                               | |
| 1991      | Sunday Dinner                                | TT Fagori                                   | serie de TV |
| 1991      | Dead in the Water                            | Laura Stewart                               | película para la TV                                                                                                   |
| 1991      | The Exile                                    | Marissa                                     | Episodio "Eclipse" |
| 1992      | Straight Talk                                | Janice                                      | |
| 1993      | Brain Smasher... A Love Story                | Samantha Crain                              | |
| 1993-1997 | Lois & Clark: The New Adventures of Superman | Lois Lane                                   | |
| 1993-1998 | Seinfeld                                     | Sidra                                       | 3 episodios |
| 1994      | The Cool Surface                             | Dani Payson                                 | |
| 1994      | All Tied Up                                  | Linda Alissio                               | |
| 1996      | Dead Girl                                    | Passer-by                                   | |
| 1996      | Heaven's Prisoners                           | Claudette Rocque                            | |
| 1996      | 2 Days in the Valley                         | Becky Foxx                                  | |
| 1997      | El mañana nunca muere                        | Paris Carver                                | |
| 1998      | Since You've Been Gone                       | Maria Goldstein                             | película para la TV                                                                                                   |
| 1998      | Frasier                                      | Marie                                       | Episodio "First Do No Harm"                                                                                           |
| 1999      | Fever                                        | Charlotte Parker                            | |
| 2000      | Running Mates (película)                     | Shawna Morgan                               | película para la TV                                                                                                   |
| 2001      | Say Uncle                                    |                                             | película para la TV                                                                                                   |
| 2001      | Spy Kids                                     | Ms. Gradenko                                | |
| 2001      | Jane Doe                                     | Jane Doe                                    | película para la TV                                                                                                   |
| 2003      | A Touch of Fate                              | Megan Marguilas                             | |
| 2003      | Momentum                                     | Jordan Ripps                                | Canal Sci-Fi película para la TV                                                                                      |
| 2004-2012 | Desperate Housewives (serie de televisión)   | Susan Delfino                               | 182 episodios 2004–2012 nominada para Premios Emmy, ganadora de Globo de Oro y de 3 Premios del Sindicato de Actores. |
| 2004      | Two and a Half Men                           | Liz                                         | Episodio "I Remember the Coatroom, I Just Don't Remember You."                                                        |
| 2007      | Resurrecting the Champ                       | Andrea Flak                                 | |
| 2007      | American Idol                                | Stayin' Alive Lip Syncher                   | Idol Gives Back |
| 2008      | American Idol                                | Sings Carrie Underwood's "Before He Cheats" | Idol Gives Back |
| 2009      | Coraline                                     | Coraline's Mother/The Other Mother          | solo voz |
| 2010      | Smallville                                   | Ella Lane/Madre de Lois                     | Cameo, Episodio 08: "Abandoned", Décima Temporada                                                                     |
| 2010      | Anexo:Alvin y las Ardillas 2                 | Dra. Rubin                                  | |
| 2012      | Jane By Design                               | Kate Quimby, madre de Jane                  | 4 episodios "La sorpresa" "Segunda oportunidad" "Cita online" "El vestido de reserva"                                 |
| 2013      | Aviones                                      | Dottie                                      | Actriz de voz |
| 2014      | Aviones 2: Equipo de Rescate                 | Dottie                                      | Actriz de voz |
| 2013–14   | Jake y los piratas del país de Nunca Jamás   | Beatrice LeBeak                             | 7 episodios; Actriz de voz                                                                                            |
| 2016–17   | The Odd Couple                               | Charlotte                                   | 11 episodios |
| 2017      | Supergirl                                    | Reina Rhea                                  | Elenco recurrente, 8 episodios                                                                                        |
| 2019      | Madness in the Method                        | Geena                                       | |
| 2024      | WondLa                                       | Muthr                                       | Voz |

## Premios y nominaciones
| Año                | Premio                          | Categoría                                               | Serie/película        | Resultado |
| ------------------ | ------------------------------- | ------------------------------------------------------- | --------------------- | --------- |
| 1998               | Premio Saturn                   | Mejor actriz de reparto                                 | El mañana nunca muere | Nominada  |
| 2005               | Premio del Sindicato de Actores | Mejor actriz de televisión - Comedia                    | Desperate Housewives  | Ganadora  |
| 2005               | Premio del Sindicato de Actores | Mejor reparto de televisión - Comedia                   | Desperate Housewives  | Ganadora  |
| 2005               | Premio Globo de Oro             | Mejor actriz de serie de televisión - Comedia o musical | Desperate Housewives  | Ganadora  |
| 2005               | Premio Emmy                     | Mejor actriz - Serie de comedia                         | Desperate Housewives  | Nominada  |
| 2005               | Premio Satellite                | Mejor actriz de serie de televisión - Comedia o musical | Desperate Housewives  | Nominada  |
| 2006               | Premio del Sindicato de Actores | Mejor reparto de televisión - Comedia                   | Desperate Housewives  | Ganadora  |
| 2006               | Premio Globo de Oro             | Mejor actriz de serie de televisión - Comedia o musical | Desperate Housewives  | Nominada  |
| 2006               | Premio People's Choice          | Estrella favorita de televisión                         | Desperate Housewives  | Nominada  |
| 2007               | Premio del Sindicato de Actores | Mejor reparto de televisión - Comedia                   | Desperate Housewives  | Nominada  |
| 2008               | Premio del Sindicato de Actores | Mejor reparto de televisión - Comedia                   | Desperate Housewives  | Nominada  |
| 2009               | Premio del Sindicato de Actores | Mejor reparto de televisión - Comedia                   | Desperate Housewives  | Nominada  |
| (Fuente: IMDb.com) |                                 |                                                         |                       |           |